# Liste der Monuments historiques in Noirmoutier-en-l’Île
Die Liste der Monuments historiques in Noirmoutier-en-l’Île führt die Monuments historiques in der französischen Gemeinde Noirmoutier-en-l’Île auf.

## Liste der Bauwerke
| Bezeichnung                          | Beschreibung | Standort                      | Kennzeichnung | Schutzstatus | Datum     | Bild           |
| ------------------------------------ | ------------ | ----------------------------- | ------------- | ------------ | --------- | -------------- |
| Kloster La Blanche                   |              | (Lage)                        | PA00110181    | Inscrit      | 1926 1996 |                |
| Schloss                              |              | Rue des Douves (Lage)         | PA00110182    | Classé       | 1994      | weitere Bilder |
| Dolmen de la pointe de l’Herbaudière |              | (Lage)                        | PA00110184    | Classé       | 1895      |                |
| Dolmen de la Table                   |              | (Lage)                        | PA00110183    | Classé       | 1895      |                |
| Krypta der Kirche St-Philbert        |              | Rue de l’Église (Lage)        | PA00110185    | Classé       | 1898      | weitere Bilder |
| Hôtel Jacobsen                       |              | Rue du Général Passaga (Lage) | PA85000053    | Inscrit      | 2013      | weitere Bilder |
| Maison de Lebreton-des-Grapillères   |              | Quai Cassard (Lage)           | PA00110186    | Inscrit      | 1930      | weitere Bilder |
| Phare du Pilier                      |              | (Lage)                        | PA85000048    | Inscrit      | 2012      | weitere Bilder |
| Phare de la Pointe des Dames         |              | La Pointe des Dames (Lage)    | PA85000047    | Inscrit      | 2011      | weitere Bilder |

## Liste der Objekte
- Monuments historiques (Objekte) in Noirmoutier-en-l’Île in der Base Palissy des französischen Kultusministeriums